# Фірланде
Фірланде (нім. Vierlande) — культурний ландшафт площею приблизно 77 квадратних кілометрів у гамбурзькому районі Бергедорф, що складається з чотирьох частин цього району: Альтенгамме, Курслак, Кірхвердер та Ноєнгамме.
Вперше згадується як Vehrlande в казначейському реєстрі Бергедорфу 1548 року. Фірланде часто згадується разом із сусіднім Маршланде (нім. «Vier- und Marschlande»), з якими вони створювали спільну місцеву владу (нім. Ortsamt) в районі Бергедорф до 2008 року. Проте, на відміну від Фірланде, Маршланде з кінця 14 століття належав безпосередньо Гамбургу. На кінець липня 2023 року район Бергедорф має посаду регіонального представника для місцевостей Фірланде та Маршланде.